# 韓悳洙
韓 悳洙（ハン・ドクス、韓国語: 한덕수、1949年6月18日 - ）は、韓国の政治家、官僚、外交官。同国国務総理（第38代・第48代）。

## 来歴
全羅北道出身。本貫は清州韓氏。ソウル大学校経済学科卒。ハーバード大学大学院卒。1996年に特許庁長官を務めた事を皮切りに、2001年に経済協力開発機構（OECD）韓国代表部の大使を務めた。2002年、金大中大統領の経済首席秘書官を務めていた時に、中国産ニンニクの緊急輸入制限の発動を撤廃するという合意を秘匿していたために一度更迭された。2005年に経済副首相兼財政経済部長官に就任。2006年3月15日、李海瓚国務総理（首相）が辞職し、同年4月19日まで国務総理代行を務めた。同年、米韓自由貿易協定（KORUS FTA）の締結支援委員会委員長兼韓米FTA特別補佐官を務めた。2007年3月に国務総理に就任（下記参照）、2009年2月に駐米韓国大使に就任した。2012年2月、駐米韓国大使を辞任し、韓国貿易協会に会長に就任した。

### 国務総理
2007年3月9日から盧武鉉大統領が退任する2008年2月24日まで第38代国務総理を務めた。
2022年4月3日、第20代大統領選挙で当選した尹錫悦次期大統領は韓悳洙を次期国務総理に指名した。
5月20日に国会の認証を受け、尹大統領は5月21日に韓を国務総理に任命した。国会が少数与党の状態の中、ソウル梨泰院雑踏事故、世界スカウトジャンボリーでの混乱、福島第一原子力発電所事故に伴うALPS処理水海洋放出、水害中の海兵隊兵士殉職事件などを理由として2023年9月18日に野党が国務総理からの解任を求めて国会に建議案を提出し、9月21日の採決では賛成175、反対116、棄権4票となり可決された。国務総理解任建議が可決されたのは憲政史上初のことであったが、拘束力はなく職務は続行。2024年4月10日に執行された第22代総選挙で与党は大敗し、翌11日に国務総理からの辞任を表明した。しかし尹大統領が野党も同意するような首相候補の選定に慎重になったこともあり、一向に後任が指名されず首相の座に留まり、5月21日には在任2年を迎え、通算の首相在任期間が民主化後で最長となるに至った。

### 大統領代行
2024年12月14日、国会は尹が12月3日に布告した「非常戒厳」を巡る混乱に係る2度目の大統領の弾劾を求める議案の採決を行い、弾劾案が可決された。尹の大統領職務が停止されることとなり、憲法の規定により国務総理であった韓が大統領代行となった。
2025年4月4日、憲法裁判所は尹大統領の罷免を裁判官8人の全会一致で決定した。尹の罷免に伴う大統領選挙への立候補のため、5月1日に国務総理の辞任を表明した。

### 国会での弾劾訴追
12月26日、尹大統領の弾劾を審理する憲法裁判所の裁判官の欠員について、韓首相が補充の任命を阻止したことから、最大野党の共に民主党と対立し、韓悳洙への弾劾案が提出された。
12月27日、自身に対する弾劾案が国会で審議、可決されたため職務停止となった。大統領代行の首相まで弾劾訴追されるのは韓国では民主化以降、初めての事態である。
採決にあたり与党側は大統領代行の弾劾訴追には大統領の場合と同じく「国会議員の2/3にあたる200票以上の賛成」を要すると主張したが、野党側は「国務総理や国務委員（閣僚）の弾劾に必要な151票（在籍議員300人の過半数）で足りる」と主張して対立した。最終的に禹元植国会議長が野党側の主張を支持したことから与党側は採決前に退席し、訴追案は賛成192票で可決された。与党側はこの採決は無効であると主張し、憲法裁判所に対して弾劾議案の効力停止を求める仮処分を提起。
職務停止となった韓は国会の主張を尊重するとし、憲法裁判所の迅速かつ賢明な決定を待つとする談話を発表した。韓の職務停止に伴い、大統領権限代行の職務は崔相穆（チェ・サンモク）経済副首相兼企画財政相が担うこととなった。弾劾審査は憲法裁判所へ移行し、2025年3月24日に憲法裁判所は弾劾訴追を棄却。韓は国務総理及びそれに伴う大統領代行の職務に復帰した。憲法裁における裁判官の欠員補充の任命を阻止したことは違法とする見解が多数意見であったものの、国民の信任を裏切ったとまでは断定できず、罷免を正当化する理由はないと判断された。また、争点の1つだった「可決要件」について、憲法裁判所は「大統領代行の弾劾訴追案の可決条件は大統領と同じ『在籍議員の3分の2（200人）以上の賛成』が適用されるべきだが、首相の可決条件である『在籍議員の過半数（151人）の賛成』が適用されたとして、弾劾訴追を却下するよう求めた韓の主張を認めず、『大統領の権限を代行する首相に対する弾劾訴追には、本来の地位に応じた議決定足数を適用するのが妥当』」とする多数意見を出した。

### 第21代大統領選挙
5月2日に6月3日執行の第21代大統領選挙に立候補することを表明。改憲を目的とした政権とし、1年目に改憲案をまとめて2年目に改憲を実施、3年目に新憲法に基いた総選挙と大統領選を実施し自らは前倒しで辞任する計画を明らかにした。
5月10日、国民の力は大統領選の候補者に選出した金文洙の公認を取り消し、韓を新たに候補に登録したと発表した。候補の差し替えに伴い、韓は10日未明、同日付で国民の力に入党すると発表した。金は同日、「正当に選出された候補資格を剝奪した政治クーデターだ」と執行部を非難し、公認取り消しの効力停止を求める仮処分を裁判所に申し立てた。同日、国民の力は候補交代の賛否を問う党員投票を実施し反対多数で否決され、金が候補に復活することとなった。一方、韓は5月11日、出馬の取りやめを表明した。

## 家族
子女がいない。歴代の国務総理の中でも唯一子供がいない人物である。